# Gustavo Bermúdez
Gustavo Bermúdez, właściwie Gustavo Ariel Bermúdez Ricciardi (ur. 21 lipca 1964 w Rosario) – argentyński aktor i producent filmowy. Wystąpił w telenowelach: Celeste (1991), Antonella (1992), Fortuna i miłość (1000 millones, 2002) i Jesteś moim życiem (Sos mi vida, 2006).

## Życiorys
Urodził się w Rosario, w prowincji Santa Fe jako syn Isabel Ricciardi i Manuela Bermúdeza. Marzył o zawodzie aktora po obejrzanych filmach z Johnem Wayne. Jego ulubioną lekcją w szkole był wf. Studiował w Colegio La Salle. Pracował w firmie odzieżowej swego starszego brata Gabriela i importującej narzędzia firmy swego ojca. 
Po przyjeździe do Buenos Aires, poszukiwał pracy w stacjach telewizyjnych i na castingach. W 1980 został wybrany spośród dwustu kandydatów do programu Como la gente, a następnie w programie Canal 13 Tutaj dżungla (Aquí la jungla). W 1982 debiutował na scenie jako Luisito Corazón de Bombón w przedstawieniu Luisito Corazón de Bombón. W latach 1982–1983 grał Ricarda w spektaklu Monserrat. Zyskał popularność jako bohater telenowel: Pelito (1982), Rossé (1985), Człowiek, który kochał (El Hombre que amo, 1986) i Grecia (1987) z Grecią Colmenares. W 1995 wystąpił na deskach teatru Neptune w Buenos Aires jako szekspirowski Romeo w sztuce Romeo i Julia.

## Życie prywatne
W 1983, poznał nauczycielkę przedszkola, kuzynkę jednego z szefów telewizji Canal 13 – Andreę González (ur. 1961), kiedy on miał 19 lat, a ona 18 lat. 10 listopada 1989, po pięciu latach narzeczeństwa, zawarli związek małżeński. Mają dwie córki: Camilę (ur. 25 września 1991) i Manuelę (ur. 21 października 2000). Para rozwiodła się w 2011. W 2020 związał się z aktorką i prezenterką telewizyjną Verónicą Varano.

## Filmografia

### produkcje telewizyjne
| Rok       | Tytuł                              | Rola                                         | Kanał           |
| --------- | ---------------------------------- | -------------------------------------------- | --------------- |
| 1983-1986 | Pelito                             | Federico Prieto                              | Canal 13        |
| 1985      | Rossé                              | Fernando Morris                              | Canal 9         |
| 1987      | Grecia                             | Gustavo Gutiérrez                            | Canal 13        |
| 1988      | No va más (la vida nos separa)     | Diego Dávila                                 | Canal 9         |
| 1990      | Quiero gritar que te amo           | Mariano Guzmán                               | Gems Televisión |
| 1990      | Amándote II                        | dr Ignacio Arana                             | Telefe          |
| 1990      | Atreverse                          | Germán Olivera                               | Telefe          |
| 1991      | El árbol azul                      | Franco Ferrero Visconti                      | Canal 13        |
| 1991      | Celeste                            | Franco Ferrero Visconti                      | Canal 13        |
| 1992      | Antonella                          | Nicolás Cornejo Mejía                        | Canal 13        |
| 1993      | Celeste (Celeste, siempre Celeste) | Franco Ferrero Visconti                      | Telefe          |
| 1994      | Nano                               | Manuel „Nano” Espada                         | Canal 13        |
| 1994–1995 | Volver a Empezar                   | Diego Molina                                 | Televisa        |
| 1995      | Szejk (Sheik)                      | Gabriel Ismael Arias Maldonado / Gamal Arias | Canal 13        |
| 1996      | Alén, luz de luna                  | Pablo Pineda (także producent filmowy)       | Canal 13        |
| 1997      | Labirynt (Laberinto)               | sędzia Román Aliaga                          | Canal 13        |
| 1998      | Alas, poder y pasión               | Germán Esquivel                              | Canal 13        |
| 2002      | Fortuna i miłość (1000 millones)   | Julián Vargas                                | Canal 13        |
| 2004      | Viva el español                    | Matías                                       | Viva TV         |
| 2005      | El Patrón de la Vereda             | Gastón Amilcar Alberti                       | América TV      |
| 2006–2007 | Jesteś moim życiem (Sos mi vida)   | Víctor Lobo                                  | Canal 13        |
| 2014      | Somos familia                      | Joaquín Navarro                              | Telefe          |
| 2018      | El host                            | Gustavo                                      | Fox             |
| 2021      | Los protectores                    | Carlos „Conde” Mendizabal                    | Star+           |